# Pont La Fayette
Der Pont La Fayette ist eine Straßenbrücke im 10. Arrondissement von Paris, die die Rue La Fayette über die Gleise und Bahnsteige des Gare de l’Est führt. Mit seinen markanten, rund zehn Meter hohen Stahlbeton-Fachwerkträgern ist er eine der wenigen Brücken dieser Art.
Er ist nicht zu verwechseln mit dem benachbarten Pont de l’Aqueduc, einer Stahlbogenbrücke, die im Verlauf der Rue de l'Aqueduc etwas weiter nördlich ebenfalls die Bahngleise überquert.

## Beschreibung

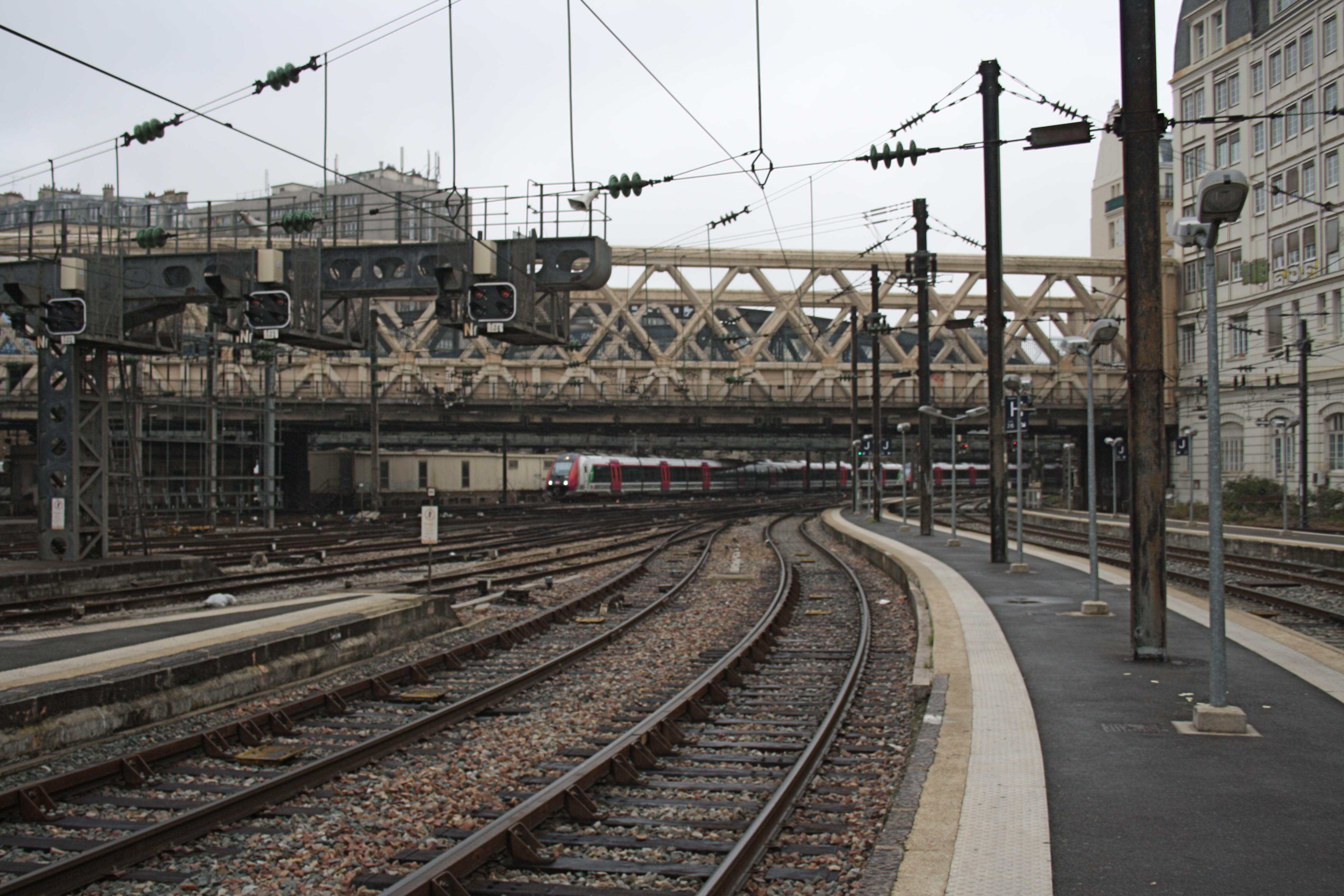
Der Pont La Fayette quert das Gleisvorfeld des Gare de l’Est, dahinter ist der Pont de l’Aqueduc zu erkennen

Der Pont La Fayette folgt dem geraden Verlauf der Rue La Fayette und überquert deshalb die Gleise in einem schrägen Winkel. Er hat, ebenso wie die Rue La Fayette, vier Fahrspuren und beidseits breite Gehwege.
Der Bau der Brücke musste sich nach der Randbebauung und den Bahngleisen richten. Die Widerlager stehen in einer Flucht mit den Gebäuden entlang der Bahnstrecke, die beiden Mittelpfeiler auf einem vom Verlauf der Gleise bestimmten Streifen. Der Grundriss der Brücke hat deshalb keinerlei rechte Winkel; die beiden Brückenfelder bilden vielmehr unregelmäßige Vierecke.

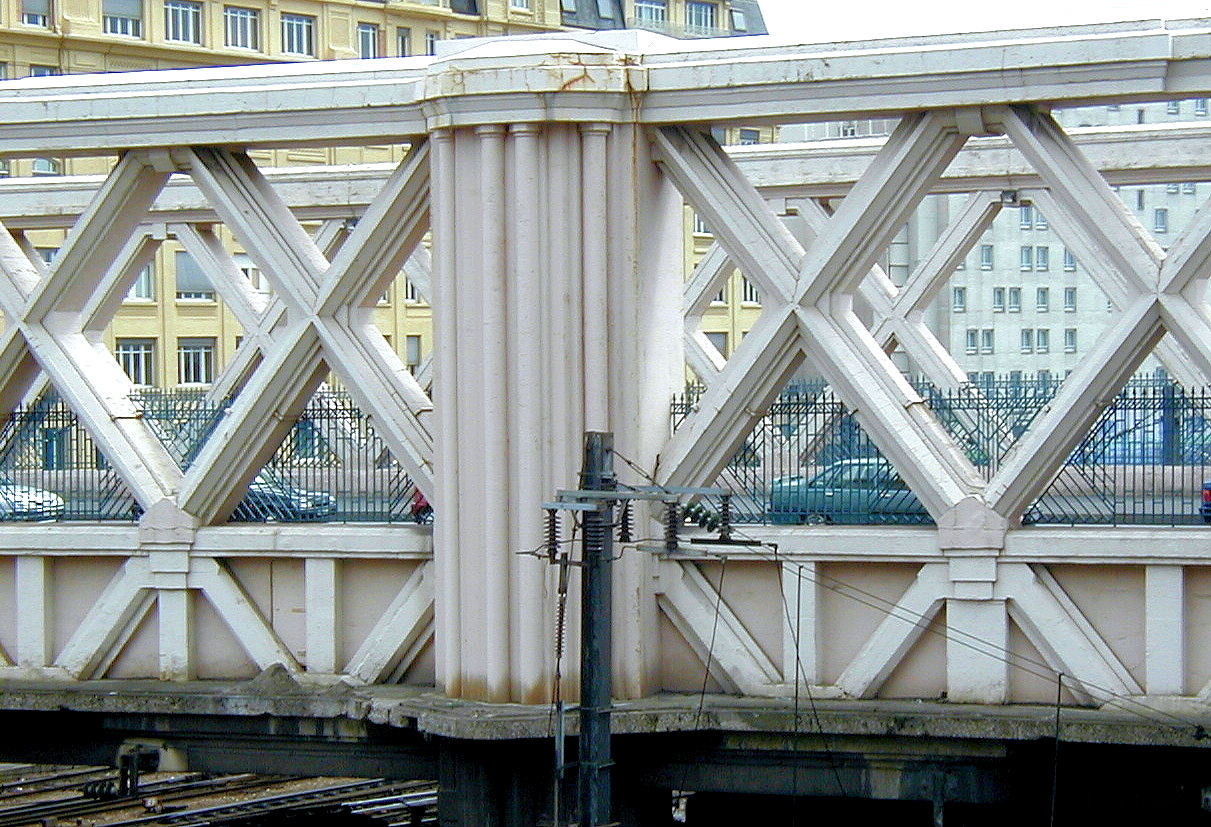
Fachwerkträger – Teilansicht

Die Brücke ist eine Fachwerkbrücke ohne oberen Querverband mit Fachwerkträgern aus Stahlbeton, deren Gurte und Streben nach architektonischen Gesichtspunkten aufwendig profiliert sind. Auch das 20,40 m breite Brückendeck selbst besteht aus einem System von Stahlbeton-Fachwerkträgern mit einer Bauhöhe von maximal 2,53 m in der Mitte. Die Höhe des Überbaus beträgt 10,40 m.
Die beiden Fachwerkträger des westlichen Brückenfeldes haben Pfeilerachsabstände von 71,87 m im Süden und 59,42 m im Norden. Beim östlichen Brückenfeld betragen die Pfeilerachsabstände 76,85 m und 64,40 m.
Die Fachwerkträger haben mit ca. 600 kg Stahl/m³ Beton im Allgemeinen und bis zu 1250 kg/m³ in den diagonalen Verbänden einen hohen Bewehrungsgrad. Die Herstellung der Bewehrung und das Einbringen von Beton in die engen Zwischenräume zwischen den Stahlstäben waren deshalb außergewöhnlich aufwendig. Für das Betonieren wurde sogar ein speziell dafür entwickelter pneumatischer Rüttler eingesetzt.